# Макл-Ро
Макл-Ро (англ. Muckle Roe, давньосканд. Rauðøy Mikla — Великий червоний острів) — острів в Шетландському архіпелазі. Населення — 130 осіб на (2013).

## Історія

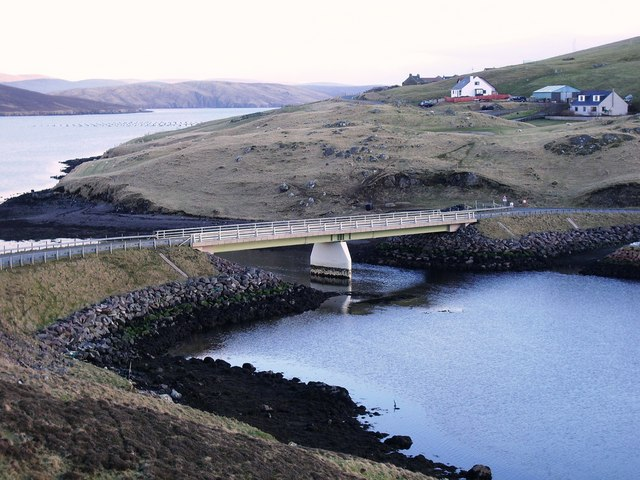
Новий міст, дивлячись на південь, у бік Макл-Ро

У 1905 році був побудований міст між Макл-Ро і Шетландським Мейнлендом над протокою Ро-Саунд за £ 1,020. Будівництво було із заліза й бетону і після його завершення послідувало зниження чисельності населення. Новий міст був побудований в 1999 році.

## Географія

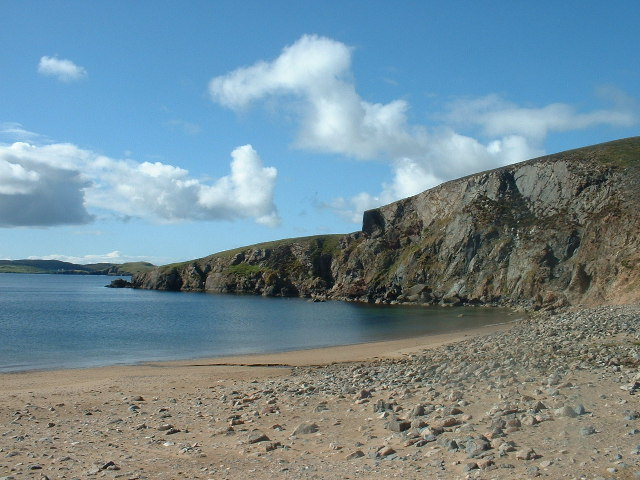
Макл Ейр Біч

Розташований в затоці Сент-Магнус, біля західного берега Мейнленда. Відділений від останнього вузькою протокою Ро-Саунд. Найближчі великі острови: Мейнленд на сході, Вементрі і Папа-Літтл на півдні, Папа-Стур на заході. Оточений невеликими незаселеними островами: Лінга, Папа-Літтл, Вементрі та іншими. Найвища точка острова — гора Мід-Уорд, 172 метри над рівнем моря.
Геологічно складний червонуватим гранітом на основі вулкану віком близько 350 млн років.Велика частина Макл-Ро являє собою вересову пустку.

## Населення
| Рік  | Кількість жителів |
| ---- | ----------------- |
| 1851 | 290               |
| 1871 | 216               |
| 1881 | 230               |
| 1961 | 103               |
| 1971 | 94                |
| 1981 | 101               |
| 1991 | 115               |
| 2001 | 104               |
| 2011 | 130               |